# Nikola Anastasov
Nikola Stoyanov Anastasov (em búlgaro:  Никола Стоянов Анастасов; Sófia, 22 de abril de 1932 - 8 de agosto de 2016) foi um ator búlgaro.

## Biografia
Nikola Anastasov nasceu em 22 de abril de 1932 em Sófia, na Bulgária. Ele concluiu sua educação formal na Academia Nacional de Teatro e Artes Cenográficas Krastyo Sarafov, na classe do Prof. Philip Philipov. Se casou com a cantora búlgara Marya Koseva, com a qual teve dois filhos.
Ele morreu em 8 de agosto de 2016 em Sófia, com a idade de 84 anos. 

## Carreira
Nikola começou a atuar em teatros de Vratsa (1955 - 1956) e de Varna (1956 - 1957). Seu primeiro papel importante ocorreu na comédia Когато розите танцува (When the Rose Dances) de Valeri Petrov. Seus últimos papéis de importância incluem Trimata ot zapasa (1971), Osmiyat (1969) e Samo ti, sartze (1987).

## Filmografia
- Последният рунд (The last round) - como Garo - 1961;

- Горещо пладне (Hot Afternoon) - 1965;

- По тротоара (On the Sidewalk) - 1967;
- С пагоните на дявола (With the medals of the devil - Série) - como Zhano - 1967;
- Криворазбраната циливизация  (The Poney Civilization - Adaptação Televisiva) - como Dimitraki - 1974;
- Неочаквана ваканция (Unexpected vacation - Série) - 1981;